# Камера-обскура (Эдинбург)
«Камера-обскура и мир иллюзий» (англ. Camera Obscura and World of Illusions) — музей в центральной части Старого города Эдинбурга, на Королевской Миле. Основан в 1835 году, в своём сегодняшнем виде существует с середины 1850-х годов. Основной экспонат — огромная действующая камера-обскура XIX века. Экспозиция музея посвящена главным образом оптическим иллюзиям, их истории и способам получения, а также истории Эдинбурга в старых фотографиях.

## История

### Обсерватория Шорта
Эдинбургская камера-обскура обязана своим появлением семье Шорт (англ. Short family) — основным производителям научного и оптического оборудования в Шотландии середины XVIII века. В 1776 году Томас Шорт взял в долгосрочную аренду участок земли в районе Колтон-хилл и построил там солидное здание в псевдоготическом стиле для размещения своих многочисленных оптических приборов и высокоточных по тем временам телескопов. Здание было чем-то средним между музеем и современным выставочным залом: хозяин взимал с горожан плату за возможность войти в дом и осмотреть экспозицию (пользовавшуюся в те годы большой популярностью). В 1788 году Томас Шорт скончался, не передав по наследству жене и дочерям ни само здание, ни его содержимое: условия аренды не допускали права наследования за родственниками женского пола. 
В 1827 году в Эдинбург из Вест-Индии вернулась Мария-Тереза Шорт. Объявив себя дочерью Томаса Шорта, она несколько лет вела тяжбу за наследство отца, в том числе многочисленное оборудование и мощный телескоп, в бумагах проходивший не иначе как «Великий телескоп» (англ. Great telescope). Несмотря на наличие серьёзных конкурентов и отсутствие убедительных доказательств родства с Томасом Шортом, Мария-Тереза выиграла процесс и в 1835 году основала «Общедоступную обсерваторию» (англ. Popular Observatory), расположившуюся в деревянно-каменном здании на Колтон-хилл, рядом с Национальным памятником. В обсерватории хранилась внушительная коллекция приборов, доступная для обозрения ежедневно до 9 часов вечера..  
В 1851 году здание обсерватории на Колтон-хилл было снесено по решению городских властей, и Мария-Тереза перевезла экспозицию на Замковую скалу. В 1852 году она купила старинное двухэтажное здание на Королевской Миле — особняк лордов Рамсеев из Далхаузи, в XVIII веке переоборудованный в многоквартирный дом. Мария-Тереза добавила к нему два этажа и устроила в здании музейно-выставочное помещение. На башне здания была построена крупная зеркальная камера-обскура, проецировавшая панораму города на вогнутый напольный экран. Музей получил название «Обсерватория Шорта и Музей науки и искусства». После смерти Марии, скончавшейся в 1869 году, музей продолжал работать под управлением её мужа, Роберта Хендерсона.

### Смотровая башня

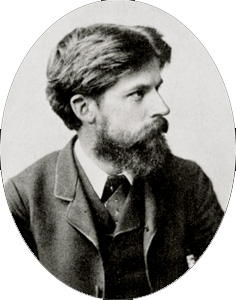
Патрик Геддес, фотография 1886 года.

В 1892 году Патрик Геддес, известный градостроитель и социолог, купил «Обсерваторию Шорта» на открытом аукционе и переименовал её в «Смотровую башню». Хотя в наши дни Геддес наиболее известен как основатель современного градостроительства, он оставил существенный след в биологии и социологии. Как и большинство состоятельных эдинбуржцев того времени, он имел дом в Новом городе, но, желая улучшить условия жизни в весьма неблагополучном тогда Старом городе, переехал в особняк Джеймс-Корт неподалёку от здания камеры-обскуры, которое привёл к образцовому порядку — отремонтировал его, очистил стены, посадил деревья. Геддес прилагал и другие усилия на благо Старого города — к примеру, создал образцовое университетское общежитие в Милнс-Корт.
Геддес связывал с камерой-обскурой и музеем в целом определённые психологические и социологические идеи. Демонстрируя людям город в целом, сверху, он хотел научить своих посетителей смотреть и на мир как таковой, показать его широту и взаимосвязанность частей, в целом расширить людской кругозор. Для усиления эффекта он, проводя экскурсии, сначала заставлял посетителей быстро подняться по крутой лестнице на самый верх башни, а затем устраивал сеанс в камере-обскуре, пока кровь ещё стучала в висках зрителей. После сеанса посетителям предлагалось провести какое-то время в тёмной «комнате для медитации», чтобы привести в порядок мысли, а затем спуститься вниз сквозь этажи с экспозициями, посвящёнными Эдинбургу, Шотландии, Европе и, наконец, миру в целом.
В 1920-х Геддес уехал в Индию, и судьба башни, лишившейся своего «звездочёта», на некоторое время повисла в неопределённости. В 1932 году музей закрылся. В 1966 году Смотровую башню приобрёл Эдинбургский университет, намеревавшийся расположить здесь экспозиционный центр и архив Патрика Геддеса, но после закрытия университетской кафедры регионального планирования этот проект был свёрнут. В 1982 году музей был куплен крупной туристической компанией Visitor Centres Ltd., в ведении которой и находится по сей день.

## Музей в настоящее время

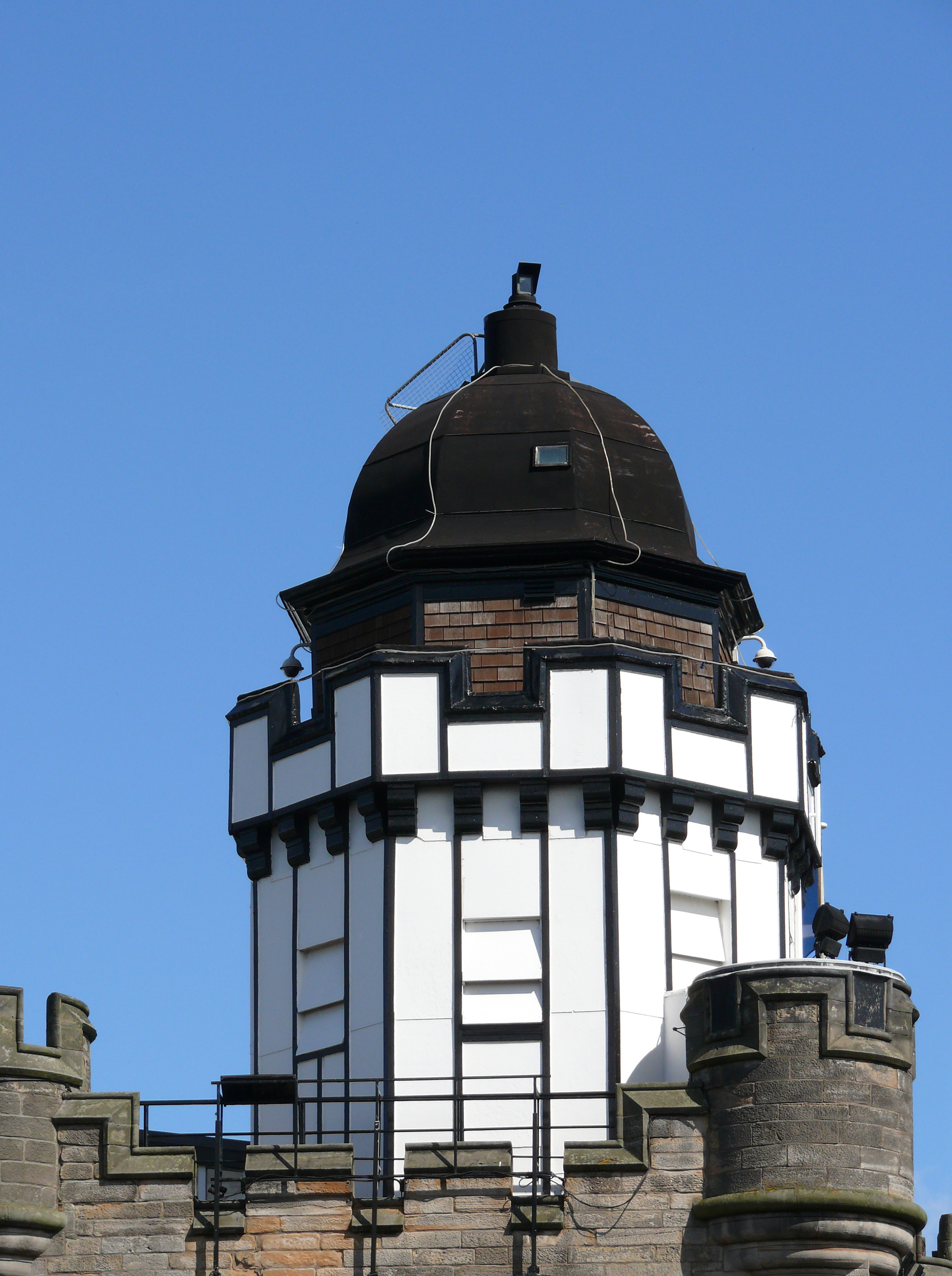
Помещение камеры-обскуры крупным планом. 2010 год.

Основной элемент экспозиции музея — собственно камера-обскура, один из немногих сохранившихся экземпляров подобных сооружений XIX века. С технической точки зрения это сильно увеличенный простейший фотоаппарат с добавлением перископа для проецирования изображения вниз, под углом 90° к горизонтали. Объектив представляет собой вертикально расположенную металлическую трубку длиной 6 футов 9 дюймов (2060 мм) с двойной линзой на нижнем конце (диаметр 10″, или 256 мм), одинарной (5″, 128 мм) — в центре, и тройной (5″, 128 мм) — в верхней части. Над верхней линзой размещается зеркальный перископ, который отражает изображение, получаемое через отверстие в стенке трубки, защищённое стеклянной пластиной. Конструкция в целом шарнирно закреплена в крыше башни и может поворачиваться на 360°, проецируя панорамное изображение на белый параболический деревянный экран, расположенный в тёмном помещении камеры на расстоянии 21 фута 4 дюймов (6520 мм) от нижней линзы объектива. Изображение проецируется в правильной ориентации и без оптических искажений. Благодаря относительно очень малой диафрагме (эквивалент F67) камера имеет высокую глубину резкости. Фокусное расстояние камеры — 337,7″ (8577,6 мм). Существующие сейчас линзы изготовлены известной оптической фирмой Barr & Stroud в 1947 году.
Помимо посещения камеры-обскуры, гости имеют возможность осмотреть Старый город со смотровых площадок башни. На четырёх этажах башни представлена богатая экспозиция под собирательным названием «Мир Иллюзий», посвящённая, как следует из названия, различным оптическим и цветовым иллюзиям, а также технике их создания. Отдельные экспозиции посвящены истории Эдинбурга в старых фотографиях и истории музея, в частности. На четвёртом этаже музея сохранилась небольшая выставка, посвящённая Патрику Геддесу. Также имеется выставочный зал, где время от времени проходят фотографические выставки.

## Галерея

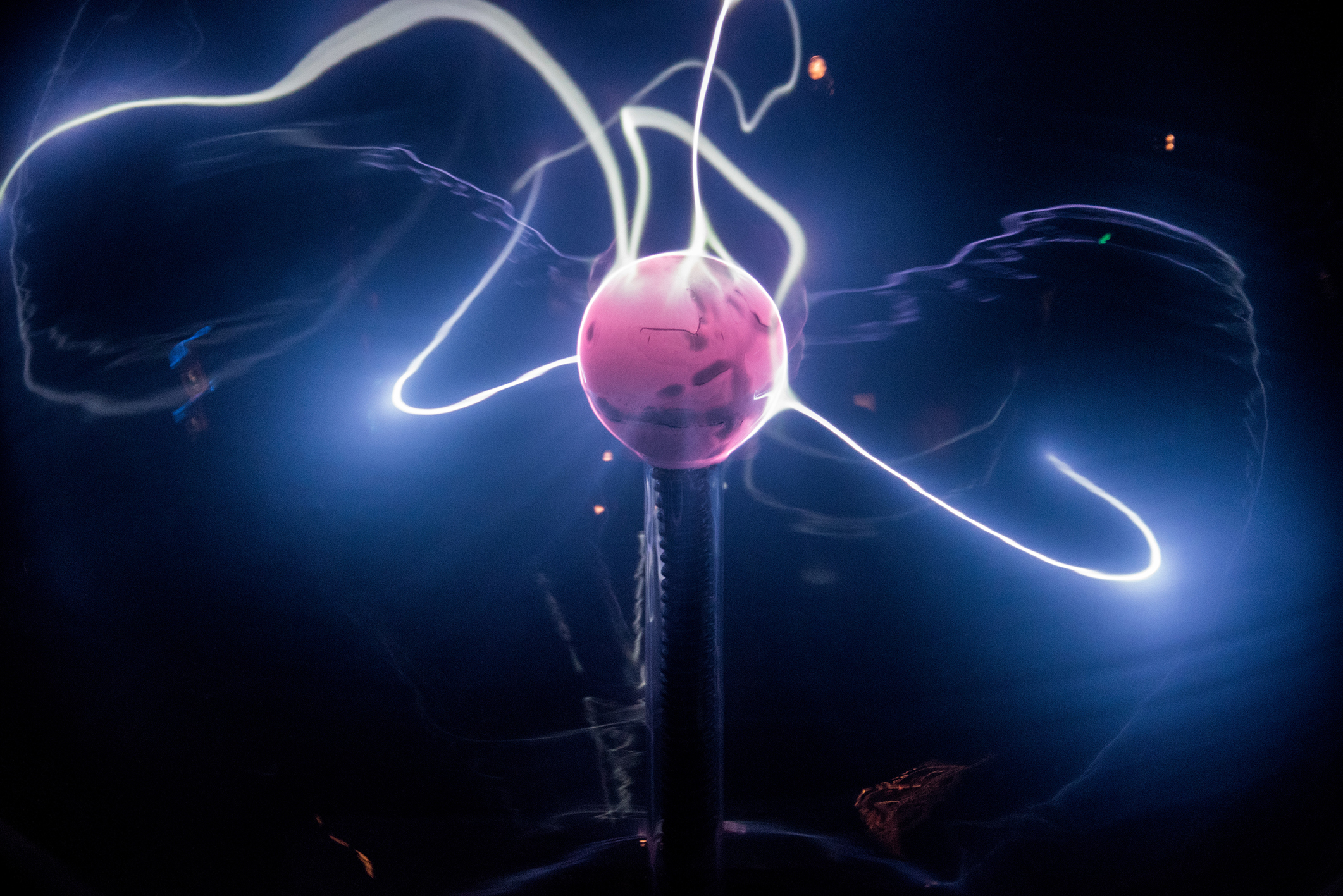
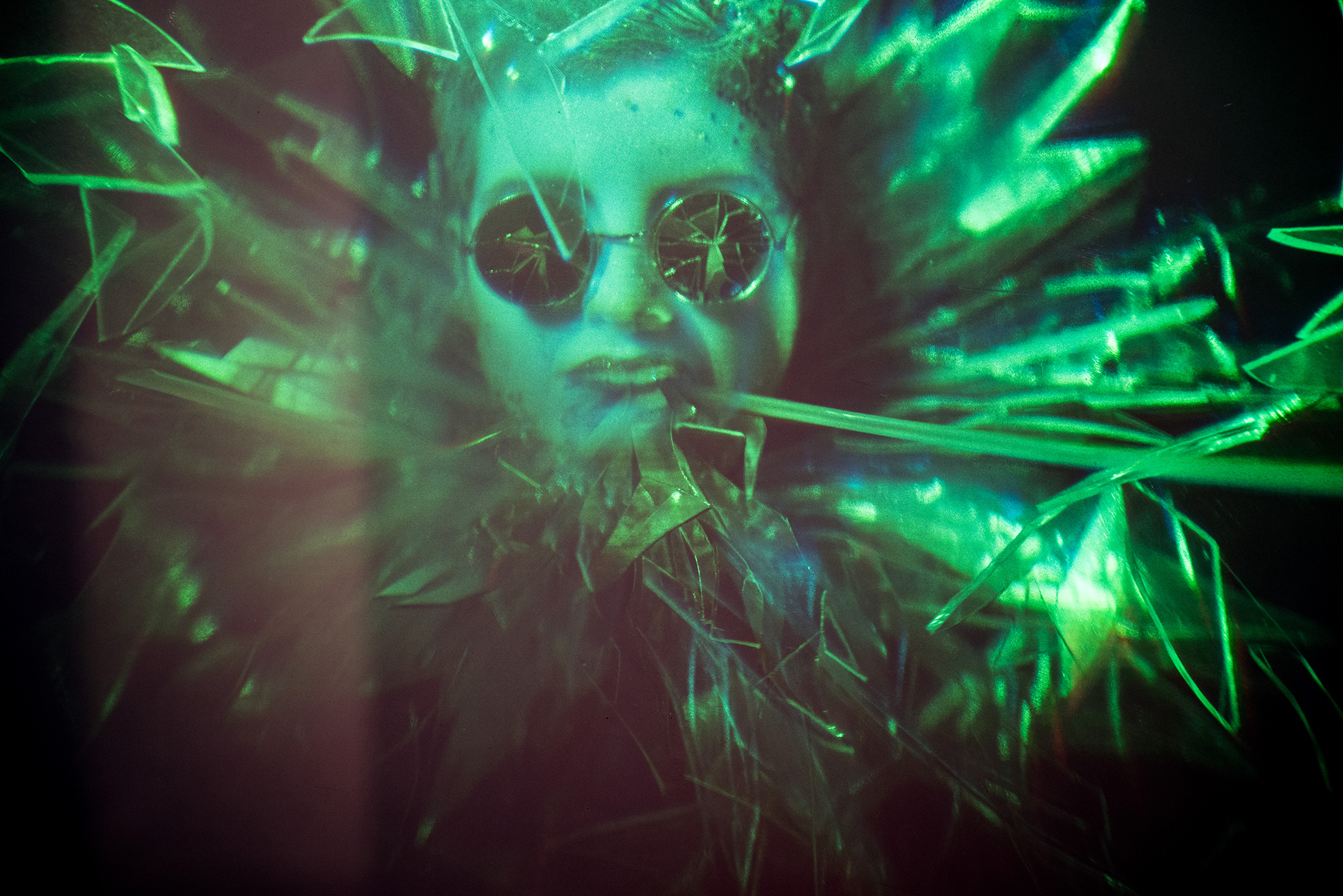
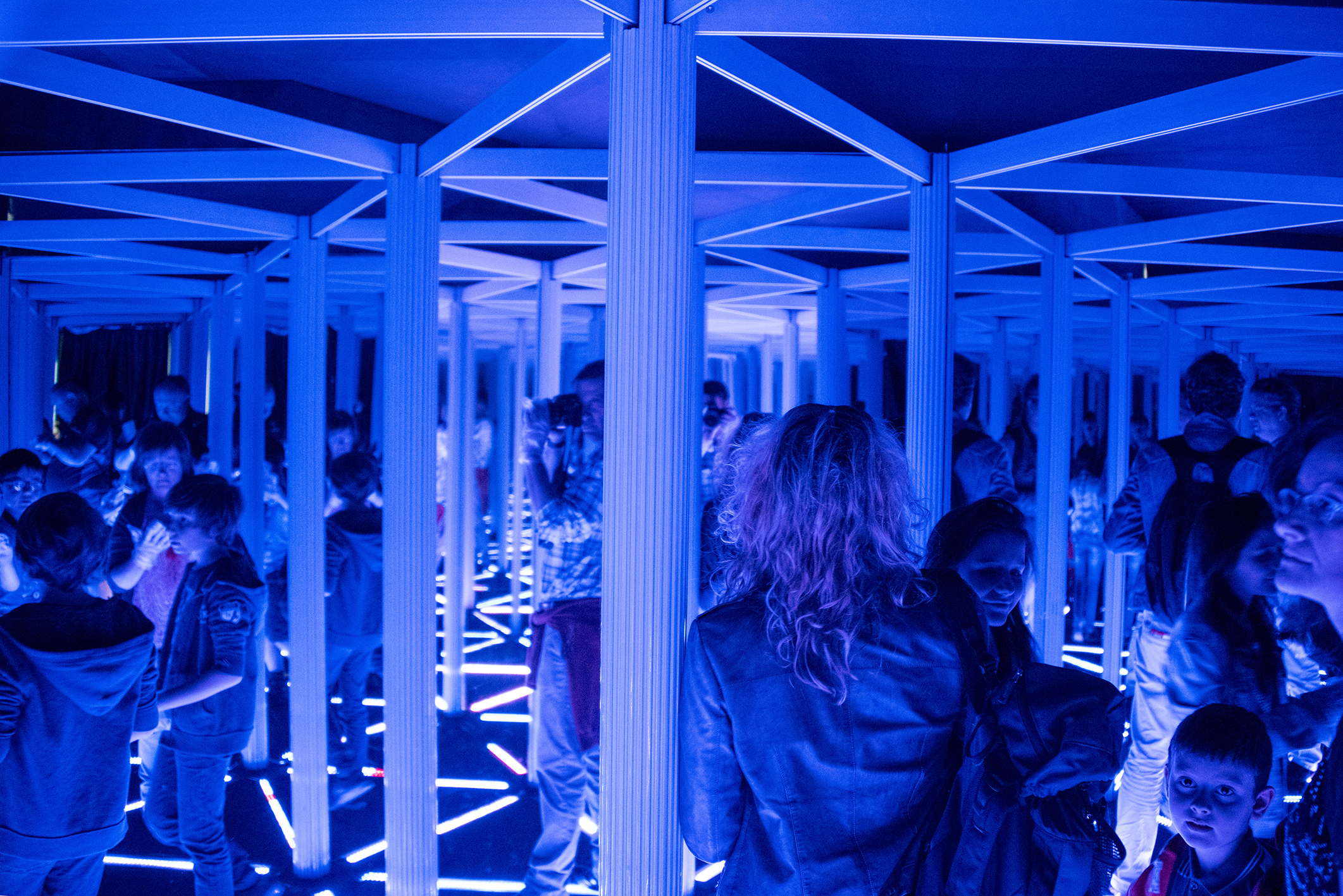
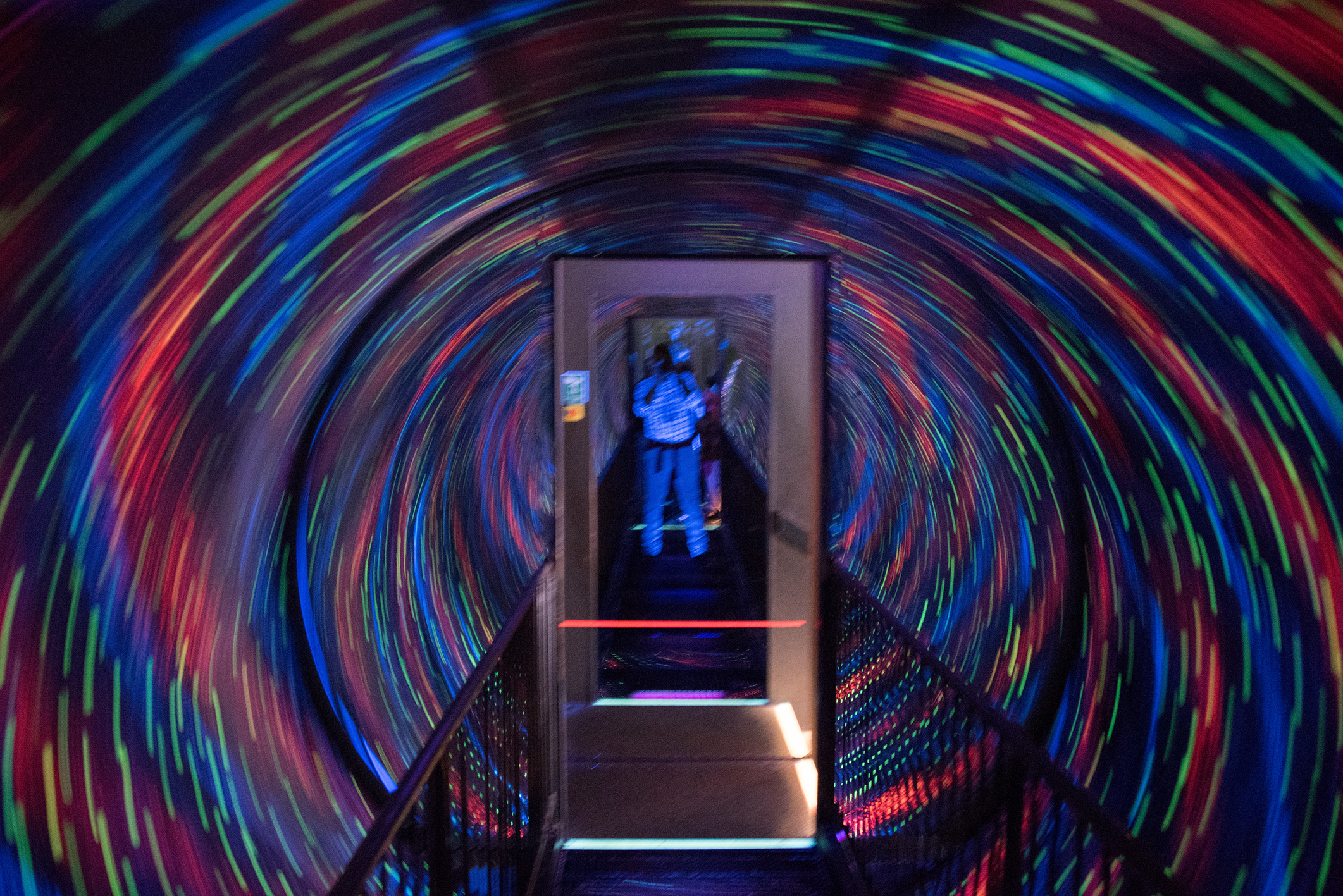
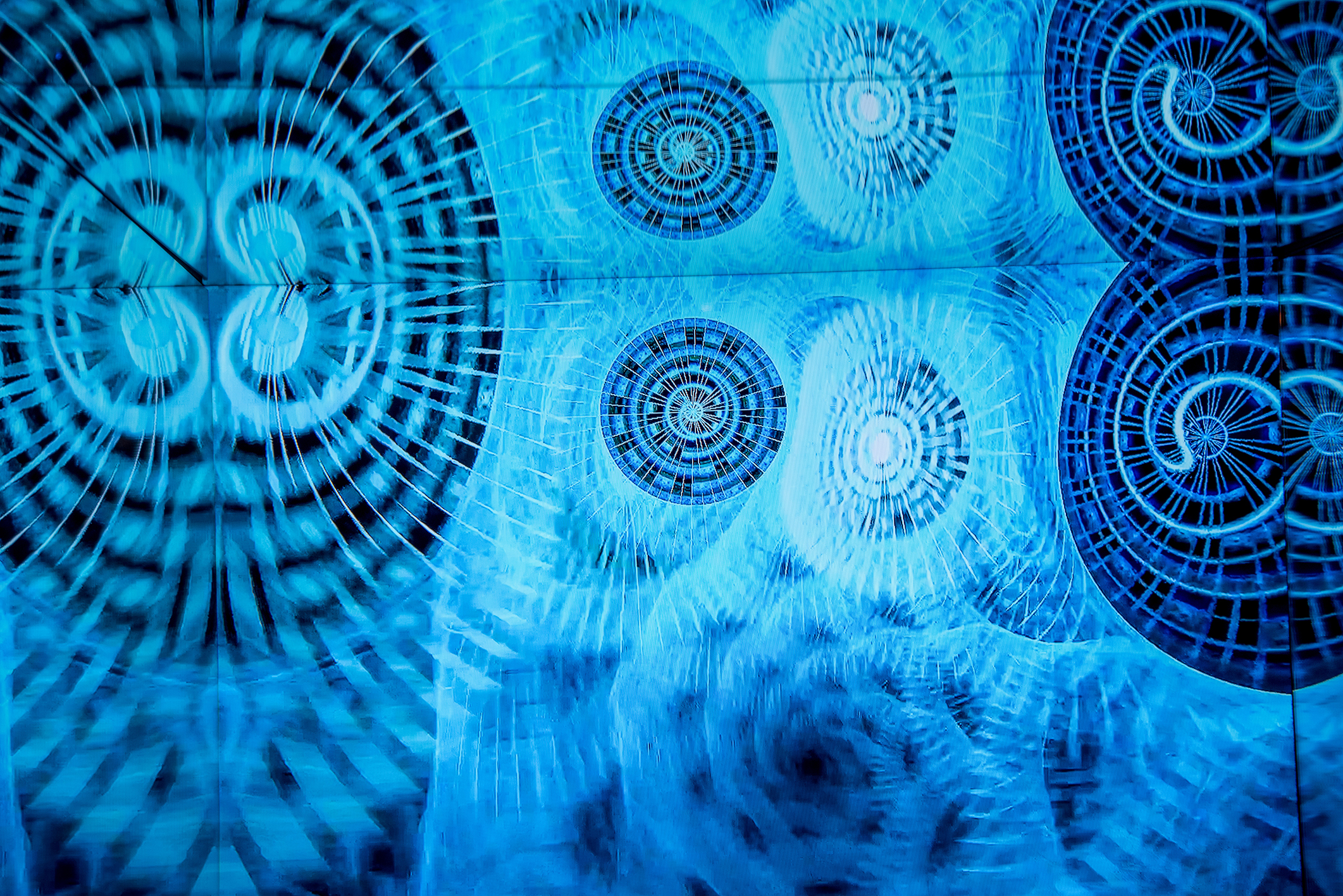
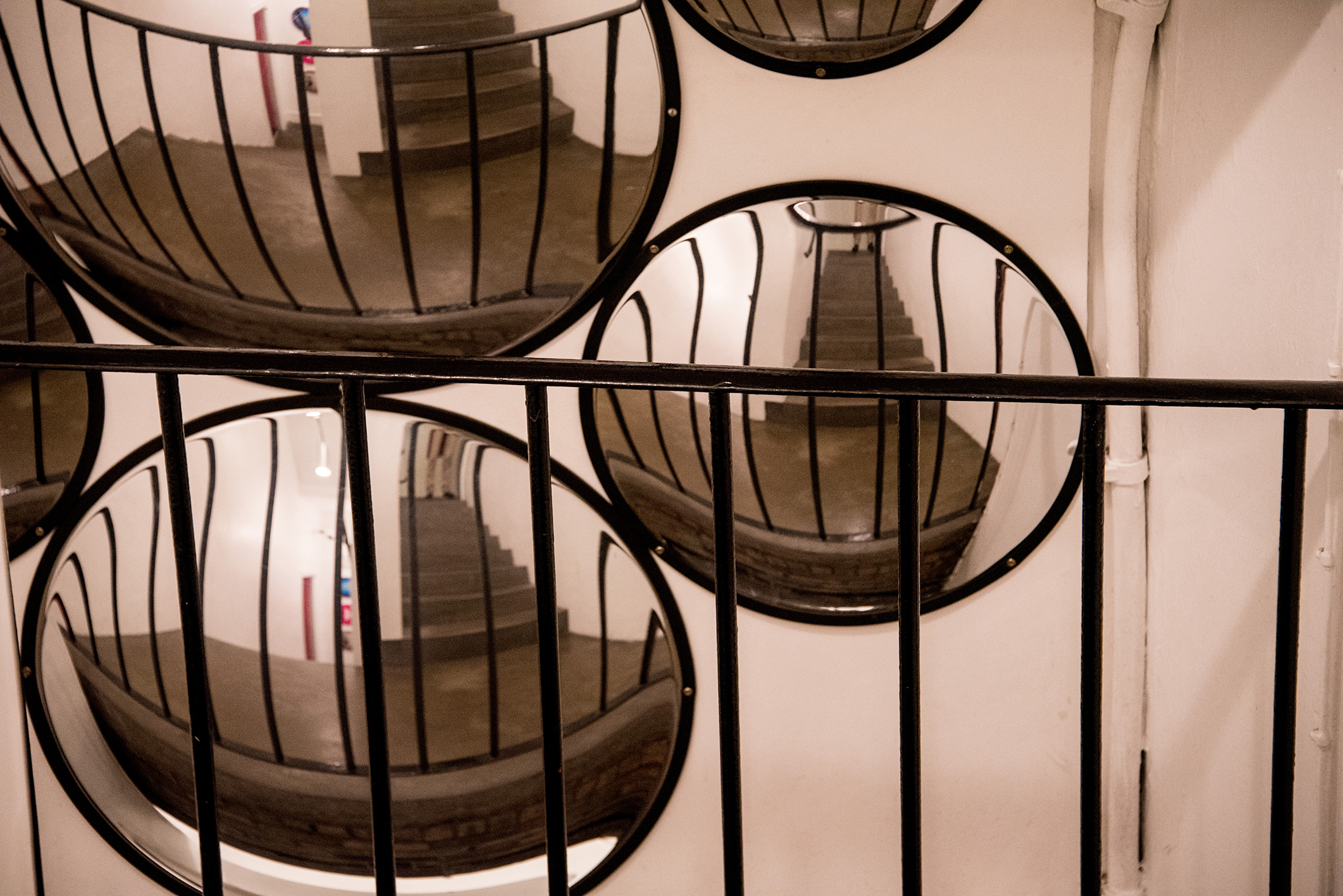
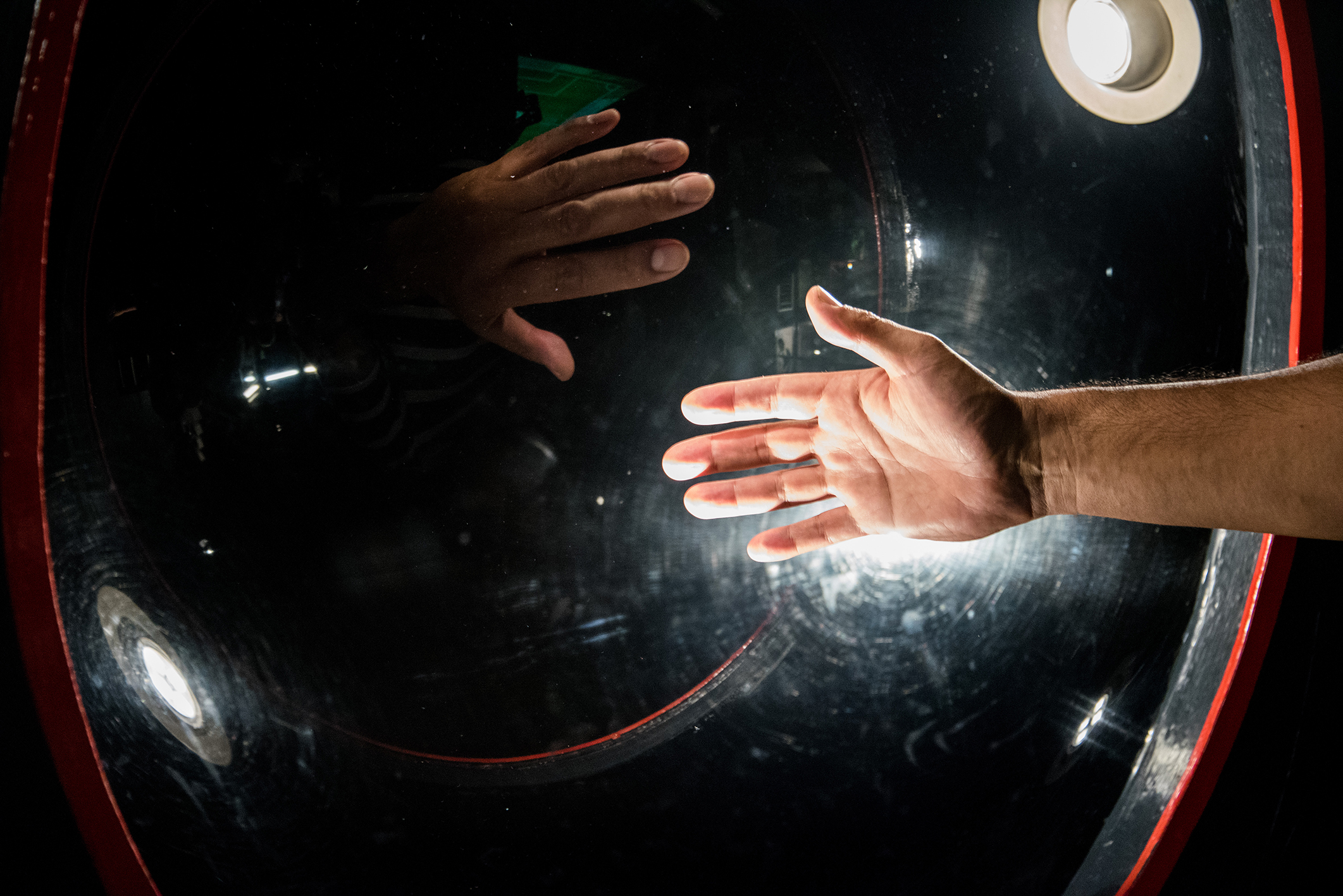